# Sondagem uretral
Sondagem uretral é a prática de inserir objetos (tipicamente feitos de metal ou silicone) na uretra para gratificação sexual. Dilatação uretral é um procedimento que usa sonda para alargar o diâmetro interior da uretra e localizar obstruções na uretra, ou como tratamento para estenose uretral.

## Riscos
A inserção de corpos estranhos na uretra pode apresentar sérios problemas médicos. Se não realizados cuidadosamente, a sondagem pode causar irritação, rasgo da uretra, ou uma infeção do trato urinário. As infeções podem tornar-se sérias se progredirem para a bexiga ou rins.

## Atividade uretral
A atividade uretral pode envolver a introdução de itens tanto moles ou rígidos no meato do pénis (como também mais dentro) ou vulva. Outros brinquedos e itens, como cateteres, podem ser introduzidos mais profundamente; em alguns casos até na bexiga. Alguns itens pode até permitir enrolar-se várias vezes ou expandir-se na bexiga. Esta ação pode diretamente ou indiretamente associar-se com estimulação da glândula da próstata e alguns tipos de controlo de bexiga.[carece de fontes?] Na sondagem uretral feminina pode existir estimulação clitorial.